# Пауло Вог
Пауло Сезар Рамос Вог (порт. Paulo César Ramos Vogt; 7 лютого 1977, Гуарапуава, Бразилія) — бразильський футболіст, нападник.

## Біографія
Народився в невеликому місті Гварапуава на півдні Бразилії. З раннього дитинства грав у міні-футбол, у 8-річному віці опинився перед вибором: грати на великому полі або в залі. У 18 років почав виступати за команду свого рідного міста «Бател». Починав з юніорського складу і поступово доріс до основи. Потім опинився в знаменитому «Сан-Паулу».
Вог з 2000 року виступав за швейцарські клуби другої ліги. Граючи за «Сьйон» у сезоні 2005/06 відзначився 25 разів, ставши другим бомбардиром Челенджлиги, і допоміг своєму клубу вийти в Суперлігу Швейцарії. У Кубку Швейцарії зіграв 6 матчів, забив 6 голів. Допоміг виграти Кубок Швейцарії.
Влітку 2006 року перейшов в донецький «Металург». Контракт був підписаний на три роки. У «Сьйона» виникли фінансові проблеми і швейцарці були готові продати свого кращого бомбардира. Трансферна вартість Вога становила близько півмільйона доларів.
У березні 2007 року перейшов на правах оренди до алчевської «Сталі» . У команді грав під номером 20. Всього за «Сталь» провів 3 матчі.
У 2008 році перейшов в кіпрський клуб АПЕП, де провів один сезон, після чого повернувся у Швейцарію, де і грав до завершення кар'єри у 2014 році.

## Досягнення
- Володар Кубка Ліхтенштейну: 2003, 2004
- Володар Кубка Швейцарії: 2006